# Dezső Aszlányi
Dezső Aszlányi (nume la naștere: Dezső David Ausländer; n. 8 aprilie 1869, Seghedin, Ungaria – d. 24 iulie 1947, Budapesta, Republica Ungară⁠(d)) a fost un scriitor, poet și filozof evrei-maghiar; a fost tatăl scriitorului Károly Aszlányi.